# Dorcadion culminicola
Dorcadion culminicola är en skalbaggsart som beskrevs av Thomson 1867. Dorcadion culminicola ingår i släktet Dorcadion och familjen långhorningar. Inga underarter finns listade i Catalogue of Life.